# Наш Прапор (часопис, 1932)

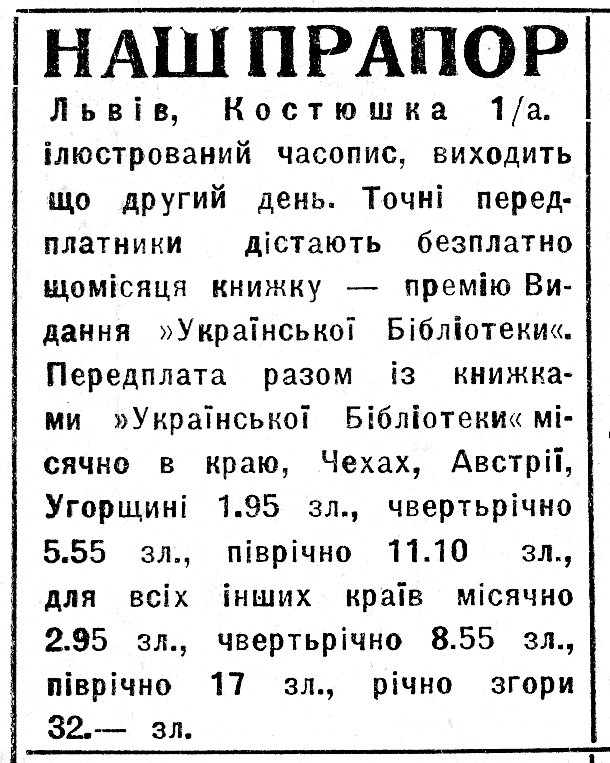
Реклама для газети «Наш Прапор» 1936 р.

«Наш Прапор» — ілюстрований часопис видавництва «Української Преси» Івана Тиктора у Львові. Виходив у 1932–1939 роках. Часопис був паростком української державності, рупором ідей національно-культурного відродження та єдності українських земель. Одна з найвпливовіших львівських газет 1930-х років.

## Головні дані
- Видавець і відповідальний редактор — Іван Тиктор (1932—1937, ч. 76); відповідальний редактор — Лев Чубатий (1933, ч. 67), Михайло Струтинський (1937 ч. 77 — 1938 ч. 134); редактор — Григорій Стецюк (1938 ч. 135 — 1939).
- Періодичність: «двічі в тиждень: в четвер і в неділю» (1932—1935), «що другий день: у понеділок, середу і пятницю» (1936—1939).
- Упродовж 1932—1939 років вийшли 842 числа часопису.
- Формат: 40×29 см.
- Обсяг: 8 сторінок (однак деякі числа мали обсяг від 10 до 20 с.).
- Адреса редакції та адміністрації: вул. Руська, 18 (1932—1934, 1936—1939), вул. Косцюшка, 1/а (1934—1936).

## Тематика
Перше число вийшло 29 грудня 1932 року. Газета розходилася по західноукраїнських селах і містах, в краю Чехах, Австрії, Угорщині. Її передплачували читальні «Просвіти», інші товариства й бібліотеки. Відповідно до угоди Тиктора з урядом Чехословацької Республіки, «Наш прапор» розповсюджувала поштова служба цієї держави, наклад — до 10 тисяч.
Точні передплатники отримували безплатно щомісячно книжку по 128 сторін — премію Видання «Української Бібліотеки» найкращих українських і чужих авторів. Інші додатки до «Нашого прапора» національно-культурної та освітньої тематики були «Бібліотека аматорського театру», «Рідне слово» та «Музична бібліотека».
Широко висвітлював політичні, суспільні та економічні події, наприклад, на початку річника подавав велику аналітичну статтю, яка стосувалася підсумків політичного року.
«Наш Прапор» друкував:
- найновіші вісті зі світової політики
- статті з українського життя в краю і закордоном
- статті на господарські теми
- оригінальні дописи з сіл і міст
- літературні, театральні і спортові вісті
- цікаві фейлетони
- оригінальні ілюстрації з краю і закордону

Значну увагу часопис приділяв ситуації в Третьому Райху, де 1933 року до влади прийшли нацисти. Багато статей 1933 і 1934 років стосувалося Голодомору в Наддніпрянській Україні. Газета стежила за подіями та альянсами європейської політики, аналізувала становище України в розкладі міжнародних сил. 1935 року часопис дедалі більше пише про назрівання нової світової війни, подає інформацію про війну Італії та Абісинії (Ефіопії), яка вибухнула того ж року. 1936 року газета висвітлювала наступ правих сил у деяких країнах (військова диктатура в Греції, громадянська війна в Іспанії), Літні та Зимові Олімпійські ігри в Німеччині. Наступного року видання відображало такі тенденції, як ліквідація пацифізму, зріст озброєнь, занепад матеріалізму та « тріумфальний похід націоналізму», навіть в Азії. «Наш Прапор» повідомляв про масові чистки «ворогів народу» в «царстві Сталіна» — СРСР. На зламі 1938/39 років часопис уболівав за боротьбу за самостійність Карпатської України на чолі з урядом о. Августина Волошина та подавав багато матеріялів про Карпатську Україну.
Одна з важливих тем, особливо в період 1933–1935 — український терор і політичні процеси за приналежність до Організації українських націоналістів. У ці роки на сторінках постійно з'являлася інформація про арешти за збройні напади, пограбування, вбивства, організовані українськими терористами. Майже в кожному повіті відбувались судові процеси над селянами, студентами, яких звинувачували у співпраці з ОУН. Резонансною подією 1936 року у Львові став квітневий заколот, спричинений вбивством поліцейськими двох безробітних демонстрантів, похорон одного з них (див. Владислав Козак) переріс у багатотисячну демонстрацію та масові безлади. Загинуло 27 осіб, 120 отримали поранення, кілька сотень людей заарештовано.
Також подавали аналітику внутрішньої політики, обговорювали позицію різних партій — Українського національно-демократичного об'єднання, Української соціалістично-радикальної партії, Української соціал-демократичної партії. Газета часто критикувала партії за позицію угодовства та бездіяльність.
Деякі статті мали антисемітський характер, що видно навіть із заголовків («Фронт пейсатої політики», 1936, ч. 37; «Жиди й большевизм», 1936, ч. 90).
«Наш Прапор» час від часу публікував статті на господарські теми, основною темою яких була українська кооперація, налагодження системи збуту товарів, вдосконалення виробництва. Висвітлено діяльність найповажніших українських економічних і господарських установ: «Маслосоюзу», «Центросоюзу», «Сільського Господаря».
Видання звертало увагу на проблему освіти, особливо сільської та робітничої молоді. Статті також описували діяльність культурно-освітніх і спортових організацій, серед яких: Просвіта, «Союз Українок», «Луг», «Пласт», «Сокіл», «Відродження». У матеріалах за 1937 р. порушено питання організації дитячих садків і притулків.
Серед дрібніших рубрик: «Література і мистецтво», «З театрального життя», «Цікаве з газет», «Що каже лікар», «Міські новини», «Життя села», «Краєзнавчі матеріали», «Книги», «По наших селах і містах», «Ріжне й цікаве зі світа», «Одним словом», «Всячина», «Новинки», «Оголошення». Про життя еміграції оповідали рубрики «Вісті зза океану» та «Зелений клин» (про українців на Далекому Сході).
Останні місяці (1939, ч. 12-98) виходив під назвою «Nasz Prapor».

## Журналісти
Оформлювачем «Нашого Прапора» був карикатурист Едвард Козак, серед журналістів-дописувачів: фейлетоніст Василь Гірний О. Дяків, Дмитро Паліїв, В. Калина, Мирон Коновалець, Іван Керницький, Дмитро Корбутяк, Григор Лужницький, Іван Кедрин-Рудницький, Юрій Шкрумеляк.